# Santissimo Salvatore e Santi Giovanni Battista ed Evangelista in Laterano
Santissimo Salvatore e Santi Giovanni Battista ed Evangelista in Laterano är en församling i Roms stift.
Till församlingen Santissimo Salvatore e Santi Giovanni Battista ed Evangelista in Laterano hör följande kyrkobyggnader, kapell och oratorier:
- San Giovanni in Laterano
- San Cesareo in Palatio
- San Giovanni a Porta Latina
- San Lorenzo in Palatio ad Sancta Sanctorum (Scala Santa)
- Santi Quattro Coronati al Laterano
- Cappella di Sant'Andrea
- Oratorio del Santissimo Sacramento
- Oratorio dell'Arcibasilica Lateranense
- Oratorio della Madonna della Fiducia
- Oratorio dell'Ospedale di San Giovanni